# پناهندگان در لهستان
پناهندگان در لهستان (انگلیسی: Refugees in Poland) گروه نسبتاً کوچکی هستند. از سال ۱۹۸۹ تعداد کسانی که برای پناهندگی در لهستان اقدام کرده‌اند همه ساله بین ۱۰۰۰ تا ۱۰٫۰۰۰ نفر افزایش یافته و تنها بین ۱ تا ۲ درصد از متقاضیان پناهندگی‌شان تأیید شده‌است. اغلب متقاضیان شهروندان اتحاد جماهیر شوروی (به ویژه چچن و اوکراین) هستند.

## تاریخچه
پس از جنگ جهانی دوم، لهستان که یک کشور کمونیستی شد به مقصد اصلی پناهندگان تبدیل گشت. دولت کمونیستی فقط از کشورهایی که از «مبارزه طبقاتی» تأثیر می‌پذیرفتند (مانند یونان، شیلی یا ویتنام) پناهنده می‌پذیرفت. برآورد شده‌است که تعداد کل پناهجویانی که در سالهای ۱۹۴۵ – ۱۹۸۹ به لهستان آمده‌اند حدود ۲۰٫۰۰۰–۳۰٫۰۰۰ نفر بوده‌است. به‌دنبال سقوط کمونیسم در سال ۱۹۸۹ لهستان پس از آزادی و انتقال به یک جامعه سرمایه‌داری و دموکراتیک، مقصدی جذاب‌تر برای پناهندگان شد. کمیساریای عالی سازمان ملل متحد برای پناهندگان در ۱۹۹۲ پس از پیوستن لهستان به کنوانسیون پناهندگان ۱۹۵۱ و پروتکل ۱۹۶۷ دفتری در هلند گشود. درمیان سایر کشورها لهستان به یکی از مقصدهای پناهجویان اتحاد جماهیر شوروی سابق (به ویژه چچن)، یوگسلاوی و افغانستان تبدیل شد. البته تعداد پناهندگانی که به لهستان می‌آمدند به نسبت کشورهای اروپای غربی کمتر بود. در اوائل دهه ۱۹۹۰همه ساله نزدیک به ۱۵۰۰ پناهجو وارد می‌شدند که به سختی تا پایان دهه ۱۹۹۰ این میزان به دو برابر رسید و دولت لهستان به منظور بخشی از آماده‌سازی اش برای پذیرفتن عضویتش در اتحادیه اروپا قوانین جدیدی را تصویب کرد.

## ویژگی‌های جمعیت‌شناسی

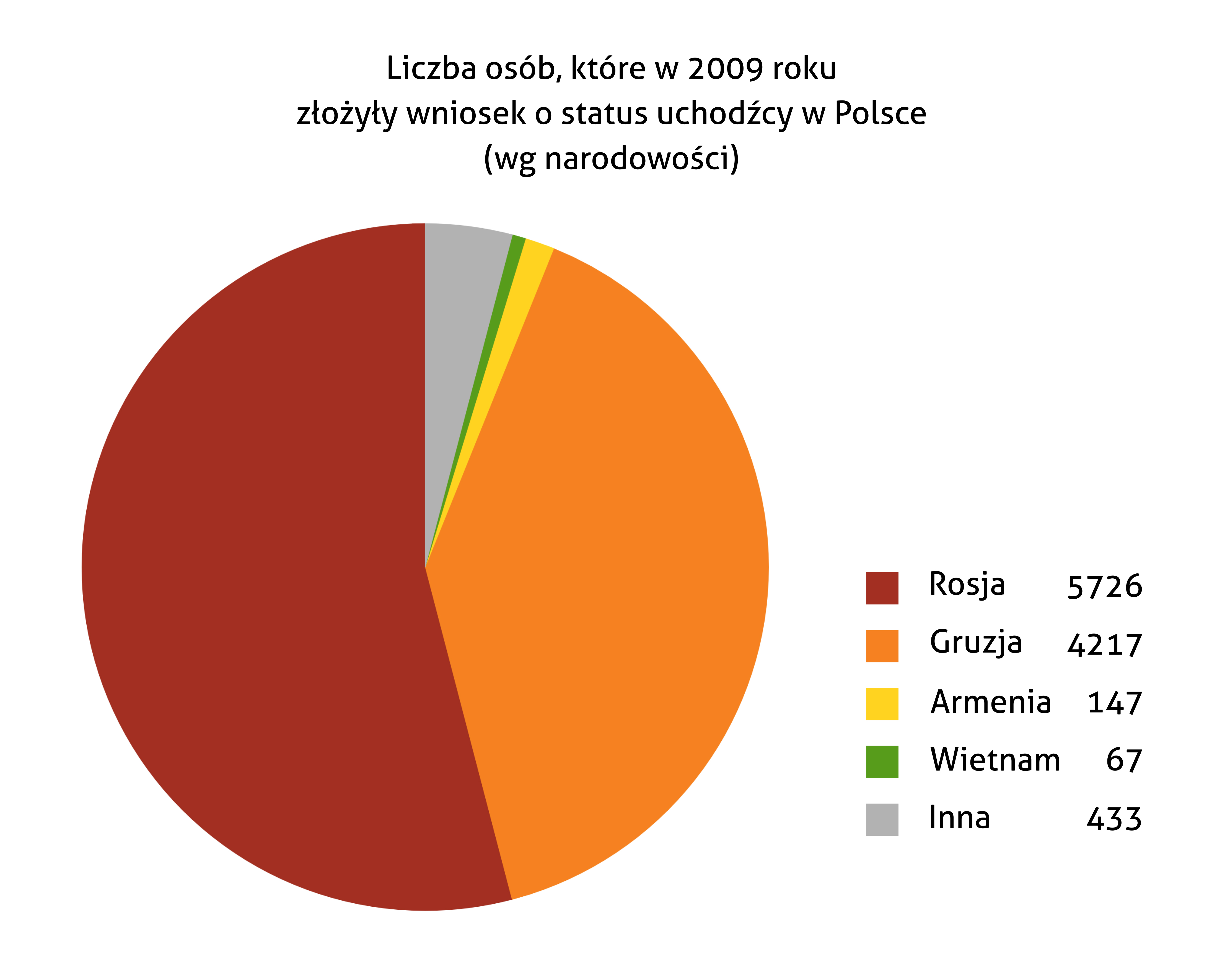
درخواست‌های کل متقاضی پناهندگی در لهستان براساس ملیت، ۲۰۰۹

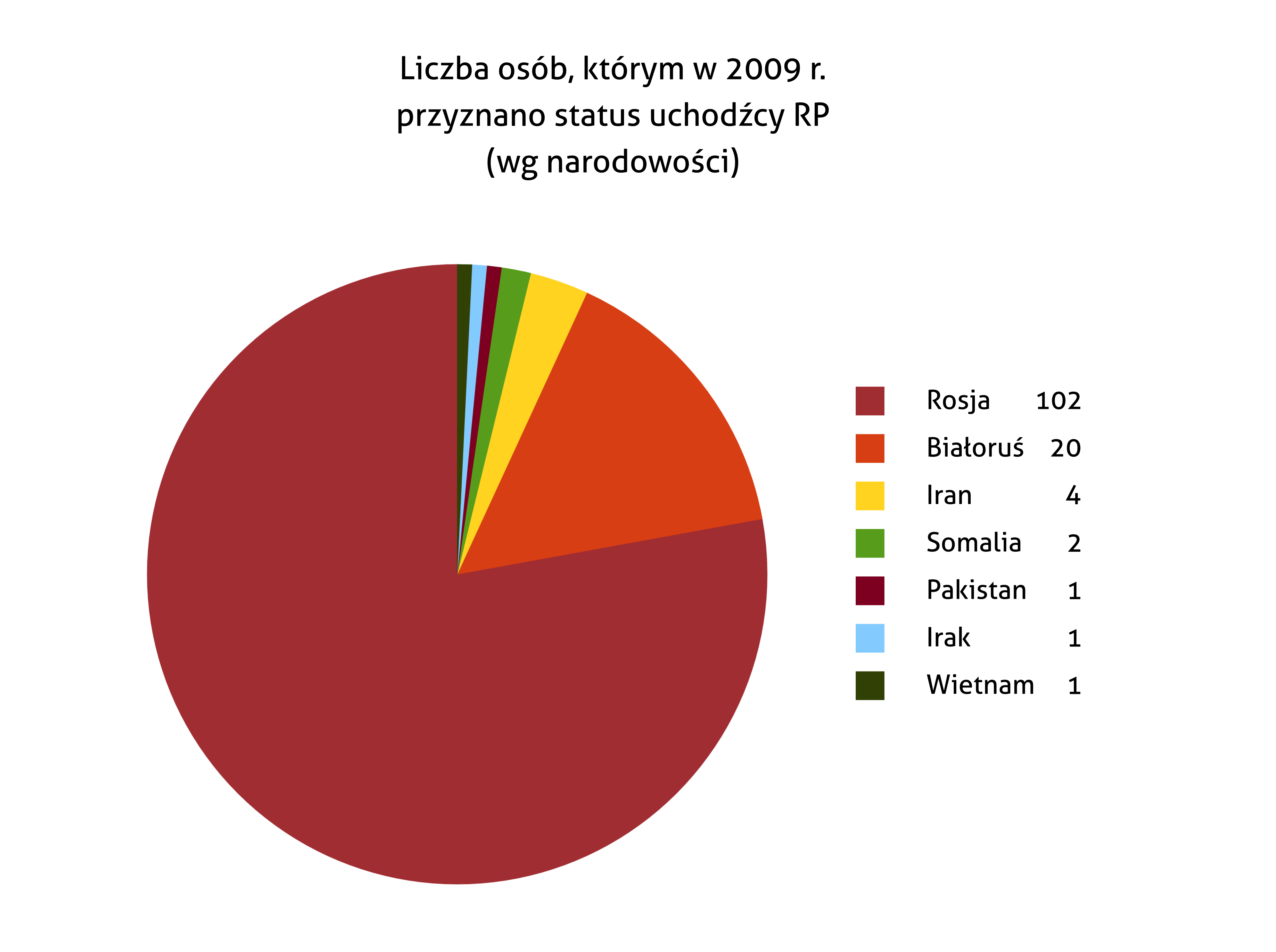
درخواست‌های تصویب شده برای پناهندگی در لهستان براساس ملیت، ۲۰۰۹

از سال ۲۰۰۰ بزرگ‌ترین گروه پناهنده در لهستان، شهروندان اتحاد جماهیر شوروی سابق هستند؛ هرسال بین ۴۰–۹۰٪ از افراد متقاضی پناهندگی در لهستان را تشکیل می‌دهند؛ خارج از آن، بزرگ‌ترین گروه چچنی است که در آغاز قرن بیست و یکم به دنبال جنگ داخلی چچن به لهستان سرازیر شدند.

## وضعیت در قرن بیست و یکم
در ابتدای سال ۲۰۰۰ افرادی که متقاضی پناهندگی در لهستان بودند به ۷۰۰۰ نفر افزایش یافتند. از سال ۲۰۱۰ این تعداد در نوسان بود، در سال ۲۰۱۰ و ۲۰۱۲ تعداد متقاضیان پناهندگی به ۱۰۰۰ نفر و در ۲۰۱۳ قریب به ۱۵۰۰۰نفر و در سال ۲۰۱۴ تقریباً ۶۵۰۰ نفر بود و به ۱۲۰۰۰ نفر در ۲۰۱۵ رسید.
فقط از این تعداد ۱–۲ درصد پناهندگی شان تأیید شد. در سال ۲۰۱۲ وضعیت پناهندگی ۱۰۶ نفر مورد تأیید قرار گرفت حال آنکه ۴۷۷ نفر از حفاظت مکمل برخوردار شدند. در ۲۰۱۳ قریب به ۲۰۸ نفر پناهندگی شان پذیرفته شد و۵۵۰ نفر هم حفاظت مکمل گرفتند یعنی برغم پذیرفته نشدن پناهندگی اما از آنجا که ریسک جانی درصورت برگشت به وطن خود دارند از ایشان حفاظت به عمل می‌آید. حدود ۷۵ درصد از افرادی که برای پناهندگی اقدام کرده یا متقاضی پناهندگی سیاسی می‌شوند، قبل از اینکه اداره مهاجرت لهستان حکم صادر کند لهستان را ترک کرده و به کشورهای غربی می‌روند، که منجر به لغو تقاضای آنها می‌شود.